# Les Lèches
Les Lèches (okzitanisch Las Leschas) ist ein südwestfranzösischer Ort und eine Gemeinde (commune) mit 383 Einwohnern (Stand: 1. Januar 2022) im äußersten Westen des Départements Dordogne in der Region Nouvelle-Aquitaine (vor 2016: Aquitanien). Die Gemeinde besteht aus dem Hauptort sowie mehreren Weilern (hameaux) und Einzelgehöften (fermes).

## Lage und Klima
Der Ort Les Lèches liegt am Oberlauf des Flüsschens Beauronne in der alten Kulturlandschaft des Périgord knapp 43 km (Fahrtstrecke) südwestlich von Périgueux bzw. gut 33 km südlich von Ribérac in einer Höhe von ca. 95 m. Das Klima ist gemäßigt; Regen (ca. 880 mm/Jahr) fällt übers Jahr verteilt.

## Bevölkerungsentwicklung
| Jahr      | 1800 | 1851 | 1901 | 1954 | 1999 | 2015 |
| Einwohner | 572  | 702  | 531  | 368  | 298  | 363  |

Der kontinuierliche Bevölkerungsrückgang seit der zweiten Hälfte des 19. Jahrhunderts ist im Wesentlichen auf die Reblauskrise im Weinbau und die Mechanisierung der Landwirtschaft zurückzuführen; hinzu kommt die immer noch anhaltende Schließung von bäuerlichen Kleinbetrieben. 

## Wirtschaft
Die Gemeinde ist immer noch in hohem Maße land- und forstwirtschaftlich geprägt; der in früheren Zeiten durchaus bedeutsame Weinbau spielt jedoch kaum noch eine Rolle. Im Ort selber haben sich Kleinhändler, Handwerker und Dienstleister niedergelassen. Seit den 1960er Jahren werden einige der leerstehenden Häuser als Ferienwohnungen (gîtes) vermietet.

## Geschichte
Zur Geschichte des Ortes gibt es so gut wie keine Veröffentlichungen. Die im 12. Jahrhundert erbaute Chapelle de Tresséroux gehörte zu einem Priorat, dessen Wirtschaftsgebäude während der Revolutionsjahre abgerissen wurden.

## Sehenswürdigkeiten
- Die örtliche Pfarrkirche (Église Saint-Laurent) mit ihrem Spitzhelm ist ein Werk des 19. Jahrhunderts.
- Am Ortsrand befindet sich ein überdachter Waschplatz (lavoir) aus dem 19. Jahrhundert.

Umgebung
- Die kleine romanische Chapelle de Tresséroux steht ca. 1 km südöstlich des Ortes und gehörte zum Besitz der ca. 60 km entfernten Abtei Notre-Dame von Ligueux. Die ansonsten schmucklose Fassade hat ein in die Tiefe gestaffeltes Portal mit einem Überfangbogen in Form eines Diamantstabes. Eher ungewöhnlich ist die Platzierung des Glockengiebels (clocher mur) oberhalb des Triumphbogens. Über der Apsis befinden sich kleine Maueröffnungen, die als Einfluglöcher für einen dahinter befindlichen Taubenschlag dienten. Der Kirchenbau ist seit dem Jahr 1982 als Monument historique anerkannt.[3]

## Gemeindepartnerschaft
- Sardón de Duero, Provinz Valladolid, Spanien